# Rosanne Mulholland
Rosanne Santos Mulholland (sinh ngày 31 tháng 12 năm 1980) là một nữ diễn viên người Brazil. Cô đóng vai chính, Helena, trong Telenovela Carrosel.

## Tiểu sử
Rosanne Mulholland sinh ra tại Brasíc, thủ đô của Brazil, là con gái lớn  của nhà tâm lý học người Mỹ Timothy Mulholland, cựu hiệu trưởng của Đại học Brasus và Lurdisceia Santos. Cô sống với ông bà truyền giáo của Giáo hội Baptist cho đến khi cô 13 tuổi.

## Nghề nghiệp
Cô bắt đầu sự nghiệp của mình với tư cách là một nữ diễn viên sân khấu khi cô 12 tuổi  và sau đó cô đóng vai chính trong một số quảng cáo trên truyền hình của trung tâm mua sắm và đại học, bởi vì người dân Brasília đã đặt cho cô biệt danh quảng cáo. Cùng thời gian đó, cô đã gặp đồng nghiệp Brasília José Eduardo Belmonte, người sau đó đã thuê cô khi cô chuyển đến Rio de Janeiro.
Lần ra mắt trong ngành điện ảnh của cô là bộ phim ngắn Dez Dias Felizes năm 2002, được Belmonte viết kịch bản, tiếp theo là Araguaya - Conspiração do Silêncio, một bộ phim được thực hiện khi cô đang học khoa Tâm lý học tại Trung tâm Đại học (UniCEUB). Cô đã tham gia bộ phim A Concepção, của Belmonte, Rio de Janeiro, sau đó trở về Brasília, sống hai tháng tại thành phố quê hương. Năm 2004, cô chuyển đến khu phố Leblon, ở Rio de Janeiro, để theo học chuyên ngành Tâm lý học tại Gestalt  và làm việc như một nữ diễn viên. Cô không nhận được bằng Tâm lý học, đóng vai chính trong một vài quảng cáo trên truyền hình và tham gia hai vở kịch, Amor com Amor se Paga và A Glória de Nelson. Cô tốt nghiệp tại Xưởng diễn viên của Rede Globo, và tham gia các lớp học kịch với Daniel Herz tại Casa de Cultura Laura Alvin cho đến khi cô được chọn đóng vai chính trong bộ phim A ConIGHção. Poster phim nằm trên bìa phiên bản tháng 5 năm 2006 của tạp chí Revista de Cinema.